# 테크크런치
테크크런치(TechCrunch)는 기술 산업 뉴스의 온라인 출판사이다. 초기 단계의 스타트업에서부터 공정 거래 기업에 이르기까지 기술의 사업적 측면, 기술 뉴스 속보, 신제품에 대한 과감한 의견, 기술 분야의 이머징 트렌드의 세밀한 분석, 대중적인 신기술 사업의 자료 수집을 주로 맡는다. 저명성 기자와 기여자로는 조쉬 콘스틴, 마이크 부처, 매튜 판자리노, 맷 번스, 조던 크룩, 잉그리드 룬덴, 프레데릭 라디노이스, 코니 로이조스, 사라 페레즈, 대럴 에더링턴, 알렉시아 초시스, 마이클 애링턴, 에릭 엘든, 킴 마이 커틀러, 앤서니 하 등이 있다. 이 웹사이트는 버라이즌 소유의 AOL이 소유하고 있다.
2010년 9월 28일, 샌프란시스코의 테크크런치 디스럽트(Disrupt) 콘퍼런스에서 AOL이 테크크런치를 인수할 것이라고 발표하였다. 인수가는 25,000,000 달러에서 40,000,000 달러 사이라는 루머가 있었다.